# 松平忠正
松平 忠正（まつだいら ただまさ）は、戦国時代から安土桃山時代にかけての武将。桜井松平家4代当主。通称は与一郎。三河国碧海郡桜井城主（愛知県安城市桜井町）。

## 略歴

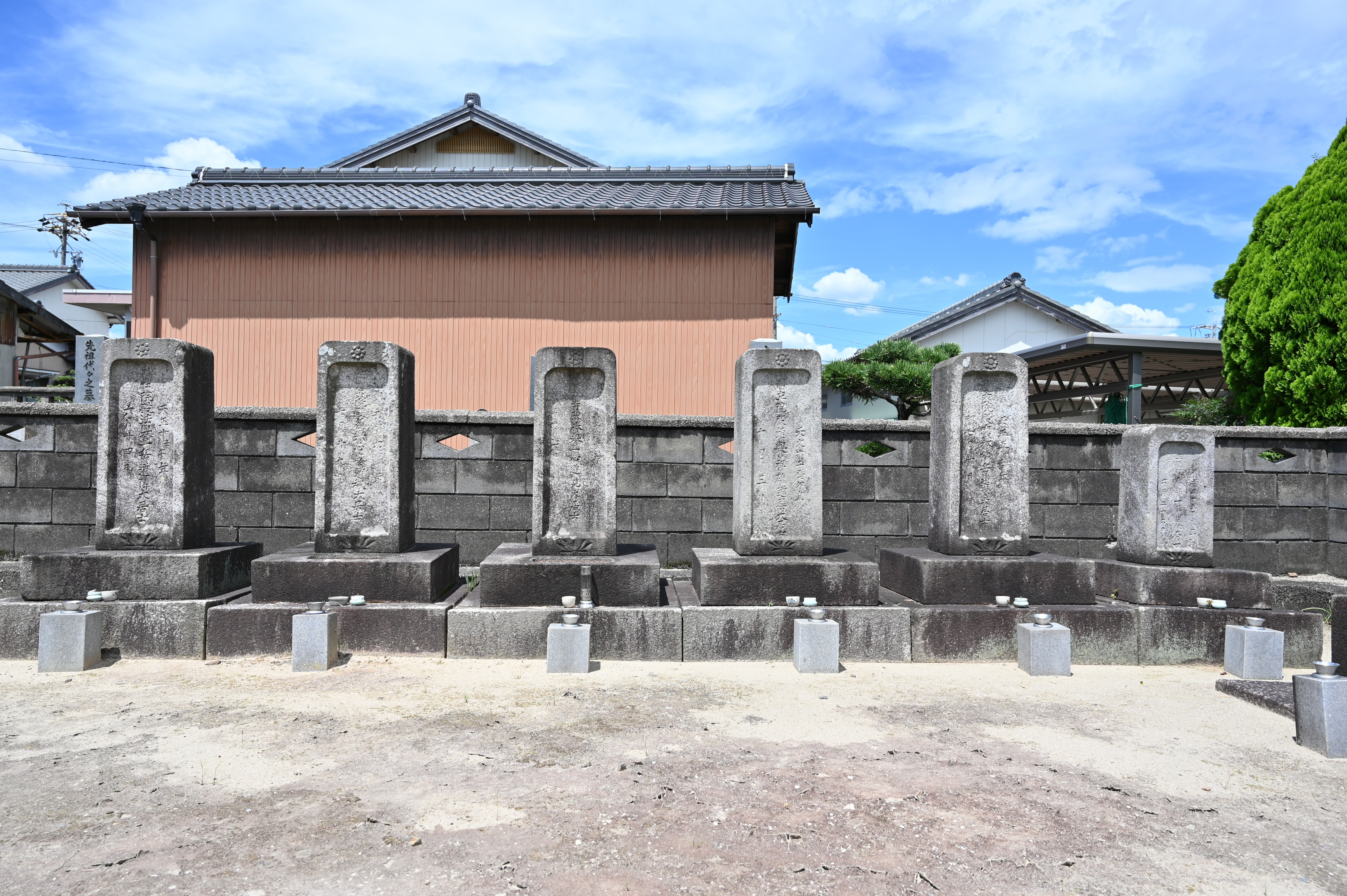
安城市の菩提寺にある桜井松平家歴代の墓所。忠正の墓は右から2番目。なお、右端の一回り小さな墓は忠正の弟・忠広の墓。

3代当主・松平家次の子として誕生。桜井松平家は祖の信定の代から安祥松平家に敵対的であり、忠正も当初は三河一向一揆では松平家康（徳川家康）と戦うも敗れ、以後は家康に仕えた。
永禄11年（1568年）の遠江国掛川城攻略、元亀元年（1570年）の姉川の戦いに従軍した。
元亀4年（1573年）1月からの野田城の戦いでは、野田城主・菅沼定盈と共に籠城するが、水の手を断たれ、定盈とともに武田方の捕虜となった（『寛政譜』によれば、定盈・忠正の命と引き換えに兵卒を助命する交渉を行おうとしたが、信玄に捕らえられたという）。その後、徳川方に出されていた山家三方衆の人質と交換され、菅沼定盈と共に帰参した。天正3年（1575年）の長篠の合戦では武田の軍兵若干を討ち取り、織田信長の感賞を受けた。
天正5年（1577年）閏7月20日に死去した。享年34。
子の亀千代（松平家広）が幼少であったため、弟の松平忠吉が家督を継承した。なお、忠吉も天正10年（1582年）に若くして死去しており、家督を継いだ家広を弟の松平忠広が後見した。

## 系譜
- 父：松平家次
- 母：不詳[2]
- 室：多劫姫 - 久松俊勝の娘（徳川家康の異父妹）[4]
  - 男子：松平家広[4]

忠正の死後、多劫姫は忠正の弟である松平忠吉に再嫁し、忠吉との間に松平信吉・松平忠頼の兄弟を儲けた。忠吉死後は保科正直に再嫁した。